# Ingibjörg Haraldsdóttir
Ingibjörg Haraldsdóttir (21 de octubre de 1942 – 7 de noviembre de 2016) es una poetisa, traductora, periodista y crítica de cine islandesa nacida en Reikiavik. En 1969 se graduó como Maestra de Artes en estudios fílmicos en la Escuela de Cine de Moscú, y entre 1970 y 1975 se desempeñó como asistente de dirección en el Teatro Estudio de La Habana. Ha traducido al islandés, entre otros, a los escritores Pablo Neruda, Gabriel García Márquez, Julio Cortázar, César Vallejo, Nicolás Guillén, Tomas Traströmer, Anna Ajmátova, Antón Chéjov, Mijaíl Bulgákov y Fiódor Dostoyevski.
En 2002 ganó el Premio de Literatura de Islandia por su libro Hvar sem ég verð (Dondequiera yo estaré).

## Obras publicadas
| Año       | Título original    | Título en español           |
| 1974      | Þangað vilégfljúga | Allá quiero volar           |
| 1983      | Orðspor daganna    | Palabra huellas de los días |
| 1989      | Nú eru aðrir tímar | Ahora son otros tiempos     |
| 1974-1991 | Ljóð               | Poesía                      |
| 1995      | Höfuð konunnar     | La cabeza de la mujer       |
| 2002      | Hvar sem ég verð   | Dondequiera yo estaré       |